# Jüdischer Friedhof (Langenselbold)
Der Jüdische Friedhof Langenselbold ist der Friedhof für die Einwohner jüdischen Glaubens in Langenselbold im Main-Kinzig-Kreis in Hessen.

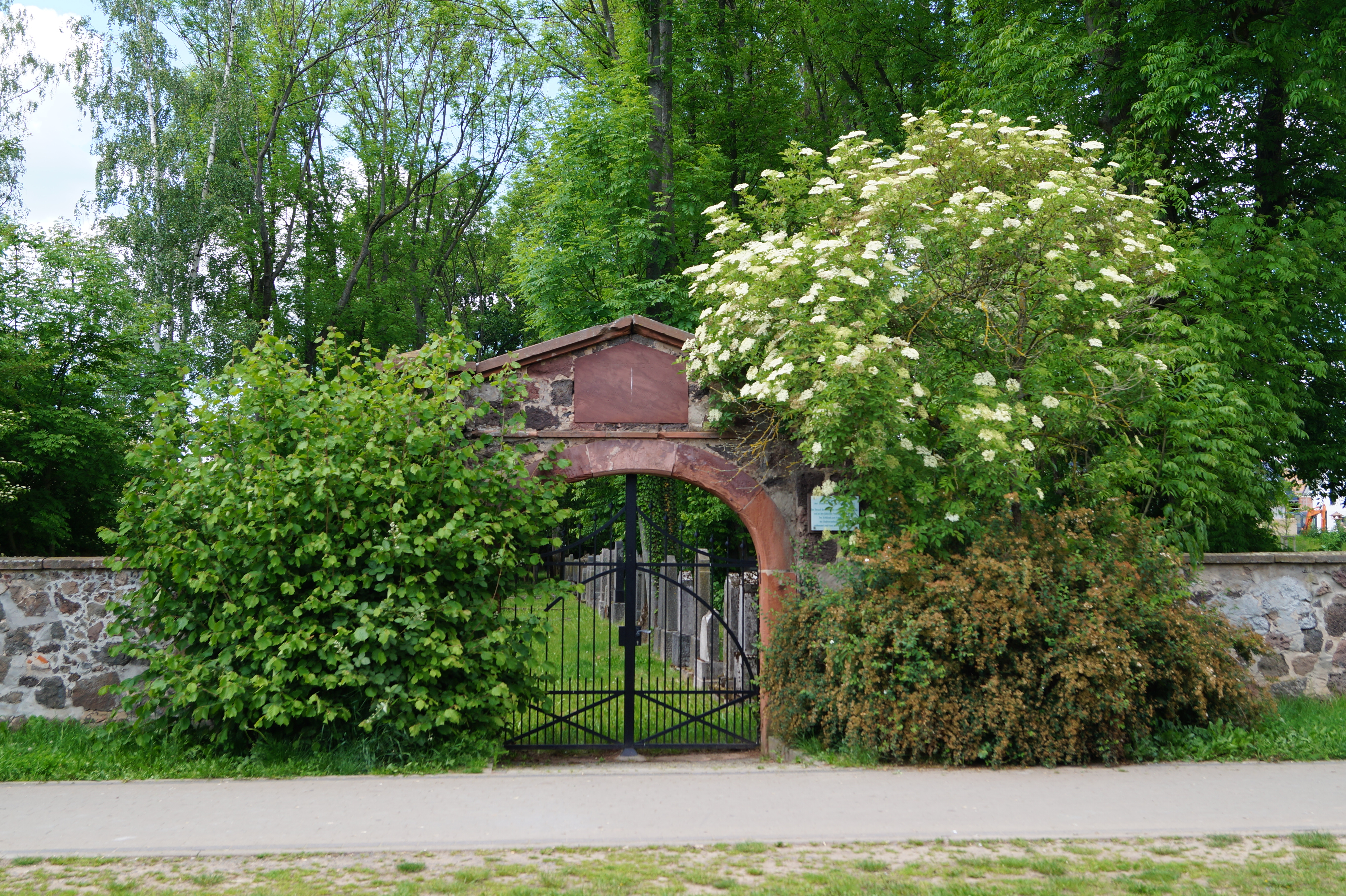
Portal

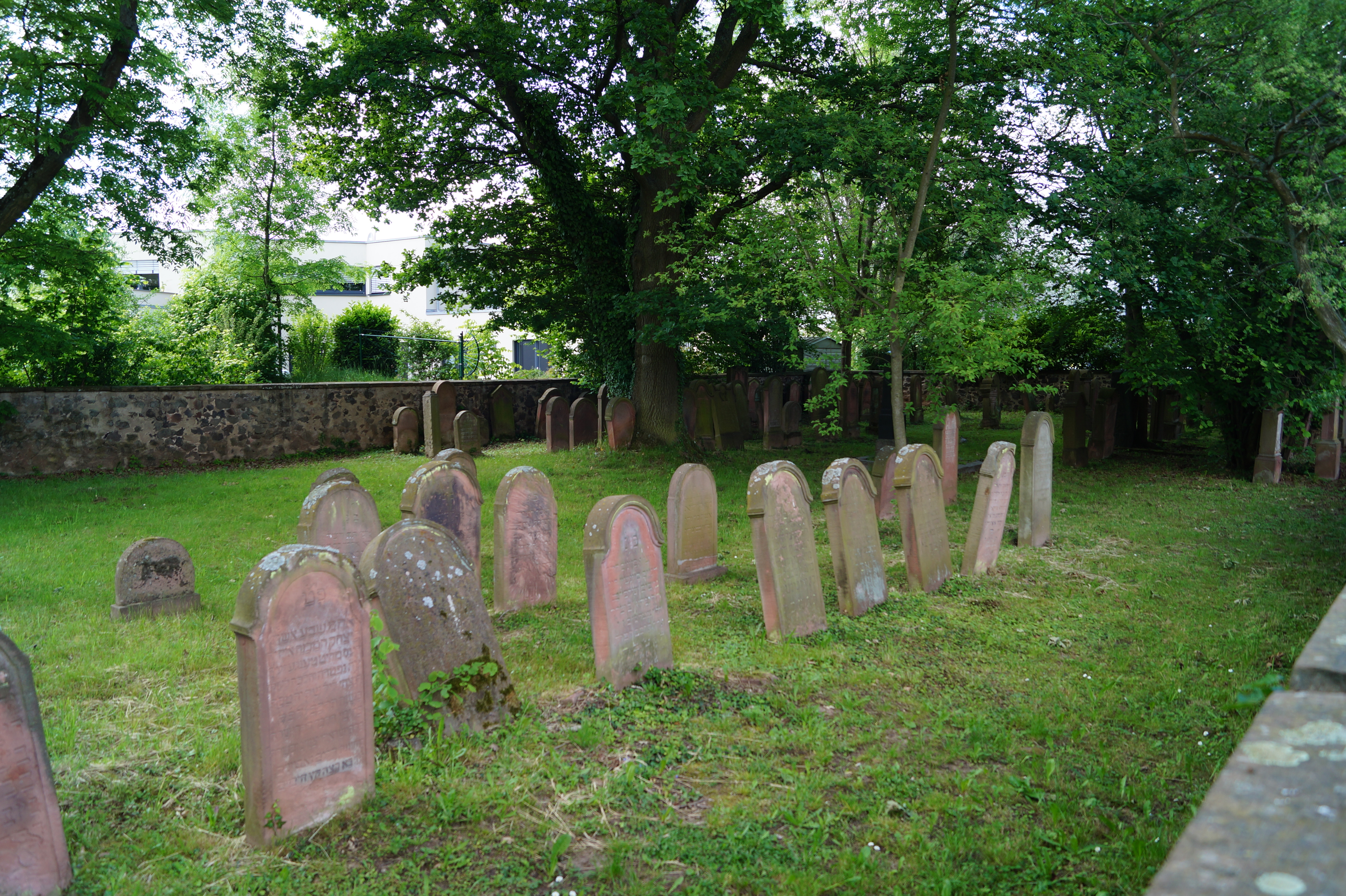
Rückwärtiger Bereich

## Lage
Der jüdische Friedhof befindet sich nordwestlich der Gründau in der Flur „Am Hinserbrühl“. Er ist von den benachbarten Straßen über einen Fußweg am Fluss entlang zu erreichen.

## Geschichte
Der Friedhof wurde in der Mitte des 18. Jahrhunderts angelegt. Er wurde teilweise auch von der Gemeinde in Langendiebach genutzt. 1924 war er zu klein geworden, weshalb die Gemeinde den Ankauf eines anderen Grundstücks anstrebte. Dies ist anscheinend nicht geschehen, da in der Folgezeit keine weiteren Nachrichten darüber bekannt sind. In der Zeit des Nationalsozialismus war er nach Schließung der anderen Friedhöfe im Altkreis Hanau als einziger noch für jüdische Beisetzungen geöffnet.

## Anlage
Der Friedhof nimmt eine langrechteckige Form bei einer Größe von 1902 m² ein. Er ist von einer Bruchsteinmauer umgeben. Der Eingang mit Portal aus rotem Sandstein befindet sich im Südwesten an der dem Fluss zugewandten Schmalseite. Der Schlüssel zum Friedhof wird bei der Stadtverwaltung aufbewahrt und kann dort ausgeliehen werden.